# Jean-Auguste Margueritte
Jean-Auguste Margueritte (Manheulles, 15 januari 1823 - Beauraing, 6 september 1870) was een Frans generaal.

## Biografie

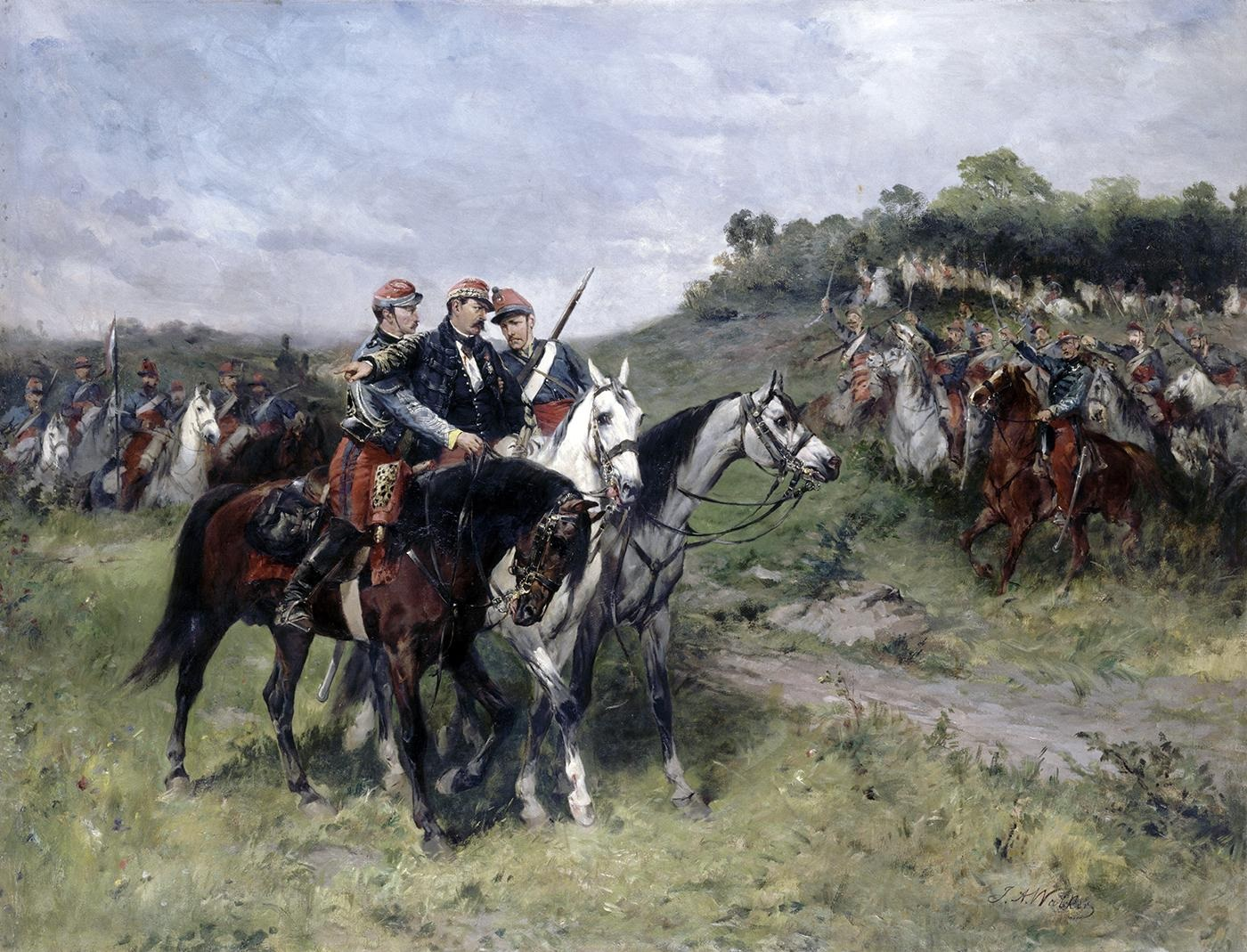
Generaal Margueritte dodelijk gewond in Floing tijdens de Slag bij Sedan op 1 september 1870, door James Alexander Walker.

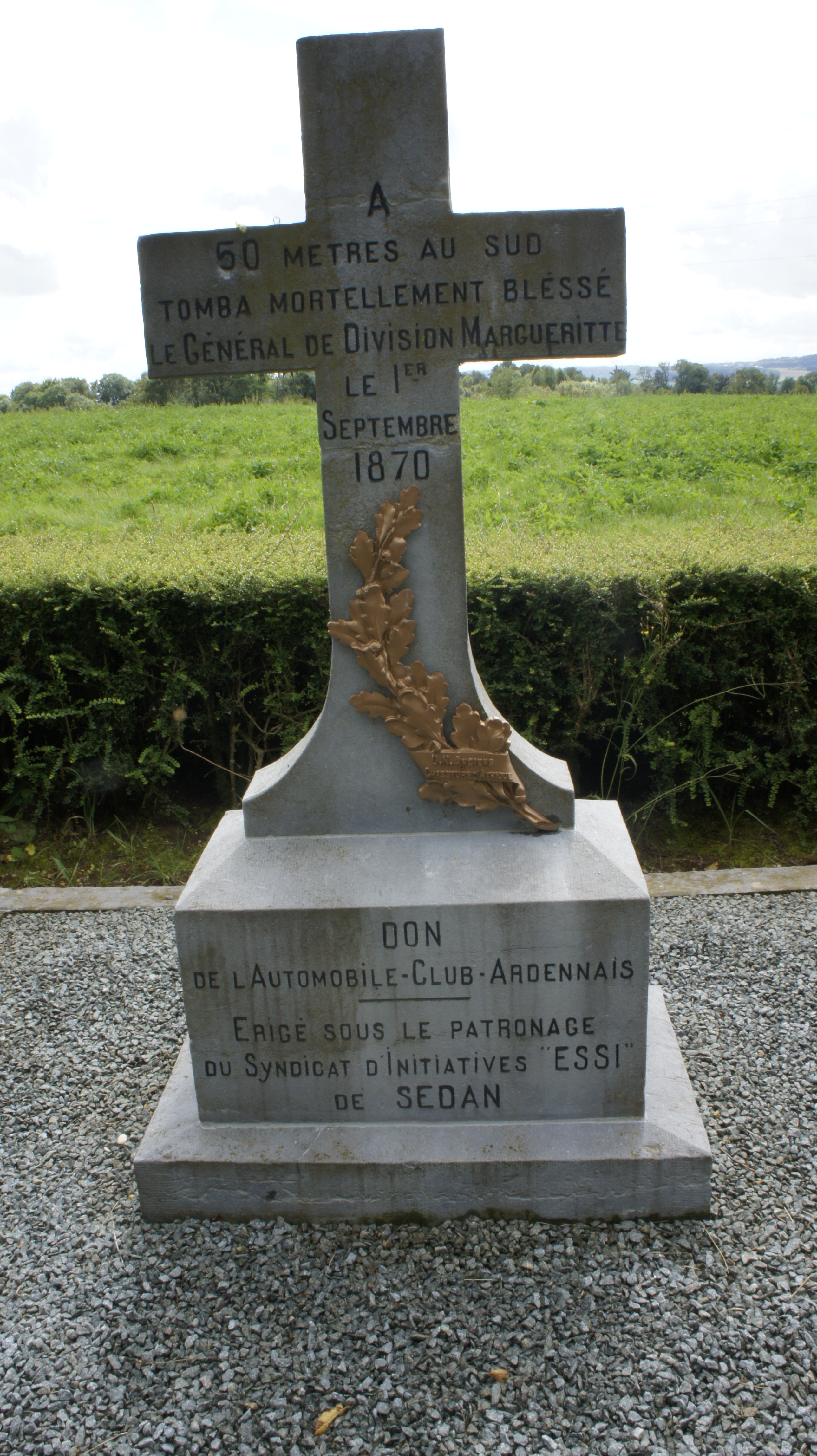
Monument ter nagedachtenis van Margueritte, nabij de plek waar hij gewond geraakte in Floing, tijdens de Slag bij Sedan op 1 september 1870.

Jean-Auguste Margueritte maakte carrière in Frans-Algerije en diende tijdens de Franse interventie in Mexico (1867). Tijdens de Frans-Duitse Oorlog geraakte hij op 1 september 1870 levensgevaarlijk gewond nabij Floing bij de Slag bij Sedan. Hij overleed enkele dagen later in Beauraing, in het nabijgelegen neutrale België.
Hij was de vader van de Franse schrijvers Paul Margueritte en Victor Margueritte.

## Trivia

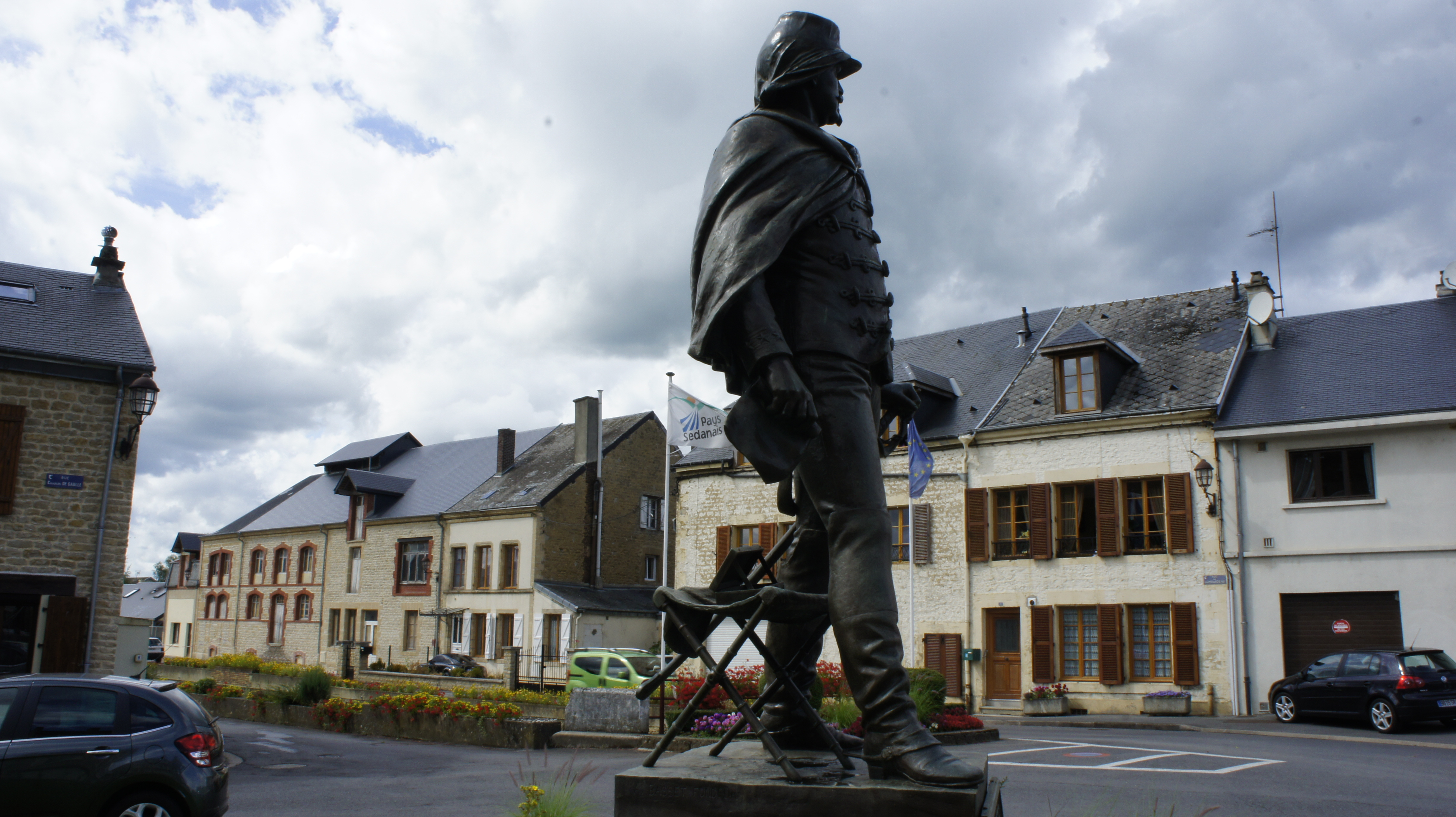
Standbeeld van Margueritte in Floing.

- In Floing bevindt zich een standbeeld van Margueritte. Dit beeld werd oorspronkelijk opgericht in Kouba in 1887, maar werd in 1968 door Algerije teruggegeven aan Frankrijk.